# Радіо «Рація»
Білоруське Радіо Рація (біл. Беларускае Радыё Рацыя) — радіостанція, що веде мовлення білоруською мовою з території Польщі і Литви. Фінансується Міністерством закордонних справ Республіки Польщі.
За весь час роботи «Рації» Міністерство закордонних справ Білорусі відмовляє його журналістам в акредитації, що викликає попередження адміністративного характеру з боку прокуратури та КДБ. З вересня 2021 року доступ на сайт радіо в Білорусі заблокований. У жовтні 2023 року білоруський суд визнав екстремістськими Telegram-канал радіо та його сторінку у Facebook, а також їхні логотипи. 16 січня 2024 року «Білоруське радіо Рація» визнано «екстремістською організацією»

## Історія створення
Робота зі створення радіо для Білорусі розпочалася в Польщі у 1997 році. У створенні радіостанції брав участь Білоруський союз у Польщі та Білоруська асоціація журналістів з Білорусі. На перших етапах в ефір виходили переважно інформаційно-публіцистичні передачі.
- 1 жовтня 1999 в ефір пішли перші звуки «Радіо Рації» з передавача, розташованого під Варшавою
- листопад 1999 — пройшла трансляція сигналу з Білостока
- 2002 — почалася трирічна перерва у трансляції
- 15 лютого 2006 — організований Білоруський інформаційний центр у Білостоці, який поновив редакцію Білоруського Радіо Рація
- 27 квітня 2006 — на FM-частоті почала виходити в ефір цілодобова програма
- липень 2006 — «Радіо Рація» почала цілодобове мовлення в інтернеті
- 2008 — загострення тиску з боку КДБ Білорусі, розгром офісу «Радіо Рації» в Мінську
- 2009 — почалася трансляція на Брест на частоті 99,2 FM.
- 2009 — запущено мобільний додаток[5].

## Спонсорська і партнерська діяльність
«Радіо Рація» виступала як інформаційний спонсор і партнер з самого початку існування, але активно розширила таку підтримку лише після часів повернення у 2006 році.
Як інформаційний партнер, Білоруське Радіо Рація підтримує: громадську кампанію «Будзьма беларусамі!», щорічно спільно з Білоруською Асоціацією Студентів (БАС) організовує молодіжний фестиваль «Басовище», інформаційно підтримує багато суспільно-просвітницьких акції Молодого Фронту та інших громадських об'єднань і партій. Підтримує різноманітні концерти, транслює їх в прямому ефірі. Великий внесок «Рації» спільно з тижневиком білорусів у Польщі «Ніва» у розвиток видавництва книг про маловідомі події, спогади різних діячів тощо.
Щовівторка о 20:05 за білоруським часом (повтор у суботу о 7:00) в ефірі радіостанції - програма "Вясна", яка висвітлює події щодо прав людини.